# Cieszęcino
Cieszęcino – nieoficjalny przysiółek wsi Sępolno Wielkie w Polsce położona w województwie zachodniopomorskim, w powiecie szczecineckim, w gminie Biały Bór.
Alternatywną nazwą miejscowości jest Kolberg.
Miejscowość wchodzi w skład sołectwa Sępolno Wielkie.
Na południowy wschód od wsi znajduje się Cieszęcka Góra, a za nią jezioro Cieszęcino.
W latach 1975–1998 wieś należała do woj. koszalińskiego.